# Vegetativ vækst
Vegetativ vækst er den tilvækst hos planter, som foregår udenfor de kønsbærende dele, altså fra vækstpunkter i henholdsvis kim, rødder, stængler og knopper, samt i vækstlaget mellem bark og ved. Den vegetative vækst opleves ofte som den "egentlige" vækst, fordi den anden vækst, den generative vækst, foregår mere skjult i sporehuse, frugtlegemer og frugtanlæg.
Vegetativ vækst er plantens satsning på at skabe en afbalanceret og velfungerende organisme, som kan optage vand, mineraler og energi og via sit stofskifte omdanne disse elementer til stoffer, der kan bruges til 1forsyning af den bestående organisme, 2fortsat vegetativ vækst og – til sidst – også 3blomstring og frugtsætning (generativ vækst). 
Vegetativ vækst opstår på to måder, enten ved celledeling eller ved forøgelse af bestående cellers rumfang, den såkaldte cellestrækning. Plantens evne til at vokse fra eksisterende vækstpunkter kan udnyttes, sådan at man kan tvinge dele af en plante til at danne manglende dele. Det kaldes vegetativ formering, og det er en formeringsmåde, som omgår den naturlige, kønnede formering. På den måde skabes en klon med arveanlæg, som er identiske med den oprindelige moderplantes.

## Eksempler på vegetativ vækst
- Aflæggere
- Afrivninger
- Udløbere
- Bulbiller
- Knolde
- Knopskydning
- Meristemformering
- Stiklinge
- Delinger
- Celledeling (hos encellede alger)

Udtrykket vegetativ vækst bruges af og til i spøgende form om tilvækst hos dyr og mennesker ud over det, som er nødvendigt for vedligeholdelse af den bestående organisme.